# 정부청사관리본부
정부청사관리본부(政府廳舍管理本部, Government Buildings Management Office)는 정부청사의 수급계획 마련 등의 사무를 관장하는 대한민국 행정안전부의 소속기관이다. 2016년 12월 27일 발족하였으며, 세종특별자치시 다솜2로 94에 위치하고 있다. 본부장은 고위공무원단 가등급에 속하는 일반직공무원으로 보한다.

## 설치 근거 및 소관 업무

### 설치 근거
- 「행정안전부와 그 소속기관 직제」 제2조제1항[5]

### 소관 업무
- 정부청사의 수급계획 마련
- 정부청사의 공간디자인 개선
- 정부청사 건축사업의 기본계획 마련 및 공사 시행
- 청사관리제도의 조사·연구
- 공무원 통근차량의 임차·운영
- 정부청사 보안·방호·방화 업무 수행
- 정부세종청사·정부서울청사·정부과천청사·정부대전청사·정부광주지방합동청사·정부제주지방합동청사·정부대구지방합동청사·정부경남지방합동청사·정부인천지방합동청사·정부춘천지방합동청사 및 정부고양지방합동청사의 보수·유지·관리에 관한 사무

## 연혁
- 1970년 12월 18일: 총무처 소속으로 정부청사관리사무소 설치.
- 1981년 11월 2일: 정부청사관리소로 개편.
- 1991년 8월 24일: 정부청사기획운영실로 개편.
- 1994년 12월 23일: 정부청사수급관리소로 개편.
- 1996년 12월 31일: 정부청사관리소로 개편.
- 1998년 2월 28일: 행정자치부 소속으로 변경.
- 2008년 2월 29일: 행정안전부 소속으로 변경.
- 2013년 3월 23일: 안전행정부 소속으로 변경.
- 2014년 11월 19일: 행정자치부 소속으로 변경.
- 2016년 12월 27일: 정부청사관리본부로 개편.
- 2017년 7월 26일: 행정안전부 소속으로 변경.

## 조직

### 본부장
| - 관리총괄과 - 청사보안기획과 - 노사후생과방호안전과 청사시설기획관실 - 청사기획과 - 시설총괄과 - 시설관리과 - 청사건축과 | - 서울청사관리소 - 과천청사관리소 - 대전청사관리소 - 광주청사관리소 - 제주청사관리소 - 대구청사관리소 - 경남청사관리소 - 인천청사관리소 |

## 대한민국의 정부청사

### 중앙기관
- 정부서울청사
  - 본관 : 서울특별시 종로구 세종대로 209(세종로)
  - 별관 : 서울특별시 종로구 사직로8길 60(도렴동)
  - 창성동별관(예정) : 서울특별시 종로구 효자로 39(창성동)
- 정부세종청사 : 세종특별자치시 다솜2로 94(어진동)
- 정부대전청사 : 대전광역시 서구 청사로 189(둔산동)
- 정부과천청사 : 경기도 과천시 관문로 47(중앙동)

### 지방기관
- 정부대구지방합동청사 : 대구광역시 달서구 화암로 301(대곡동)
- 정부인천지방합동청사 : 인천광역시 미추홀구 석정로 239(도화동)
- 정부광주지방합동청사 : 광주광역시 북구 첨단과기로208번길 43(오룡동)
- 정부고양지방합동청사 : 경기도 고양시 덕양구 화중로104번길 50(화정동)
- 정부춘천지방합동청사 : 강원특별자치도 춘천시 후석로440번길 64(후평동)
- 정부충남지방합동청사 : 충청남도 홍성군 홍북읍 충남대로 45(신경리)
- 정부경북지방합동청사 : 경상북도 예천군 호몀면 행복1길 5(금능리)
- 정부경남지방합동청사 : 경상남도 창원시 마산합포구 제2부두로 10(신포동1가)
- 정부제주지방합동청사 : 제주특별자치도 제주시 청사로 59(도남동)

## 같이 보기
- 대한민국 행정안전부
- 정부세종청사
- 정부대전청사
- 정부광주지방합동청사
- 정부제주지방합동청사
- 정부춘천지방합동청사